# Assemini
Assemini ist eine italienische Gemeinde (comune) mit 25.762 Einwohnern (Stand 31. Dezember 2023) in der Metropolitanstadt Cagliari auf Sardinien.

## Geographie
Die Gemeinde liegt in der Talebene der Flüsse Cixerri, Flumini Mannu und Sa Nuxedda. Zur Gemeinde gehören die Ortsteile Macchiareddu, Sa Traia, San Leone, Sant’Andrea, Su Carroppu, Su Spinecu, Terrasili und Truncu Is Follas. Nachbargemeinden sind Cagliari, Capoterra, Decimomannu, Elmas, Nuxis, San Sperate, Santadi, Sarroch, Sestu, Siliqua, Uta und Villa San Pietro.

## Sehenswürdigkeiten
Unter den Kirchen von Assemini sind kulturhistorisch zwei besonders wertvoll.

### Pfarrkirche San Pietro
Die Pfarrkirche San Pietro di Assemini liegt im Zentrum des ehemals ländlichen Städtchens mit alter Töpfertradition. Sie wurde im Wesentlichen im 16. Jahrhundert in einer in Südsardiniens verbreiteten Variante des gotisch-katalanischen Stils errichtet. Die einschiffige Kirche, mit Capilla Mayor (Hauptkapelle) und Seitenkapellen, hat eine flache, horizontal endende und zinnenbekränzte Fassade mit schräg ausgestellten Anten und einen quadratischen Turm, nach dem Vorbild von San Giacomo in Cagliari. Der Turm ist einer der höchsten auf der Insel.
Es gibt keine Inschriften oder Dokumente, die eine Chronologie der verschiedenen Bauphasen ermöglichen. Die ursprüngliche Struktur einschließlich der Fassade, des Glockenturms (die beiden oberen Etagen aus dem 18. Jahrhundert) und der tragenden Bögen stammt aus dem späten 15. oder frühen 16. Jahrhundert. Die seitlichen Kapellen wurden alle im Laufe des 16. Jahrhunderts angebaut. Der Umbau des Presbyteriums und die Ergänzung des Querschiffes erfolgten nicht vor Ende des 16. Jahrhunderts und führten zu einer vollständigen Veränderung des Kirchenschiffs (jetzt mit gleicher Breite und Höhe). Das Schiff hat ein Kreuzrippengewölbe, während die Arme und das Presbyterium Tonnengewölbe besitzen.

Assemini
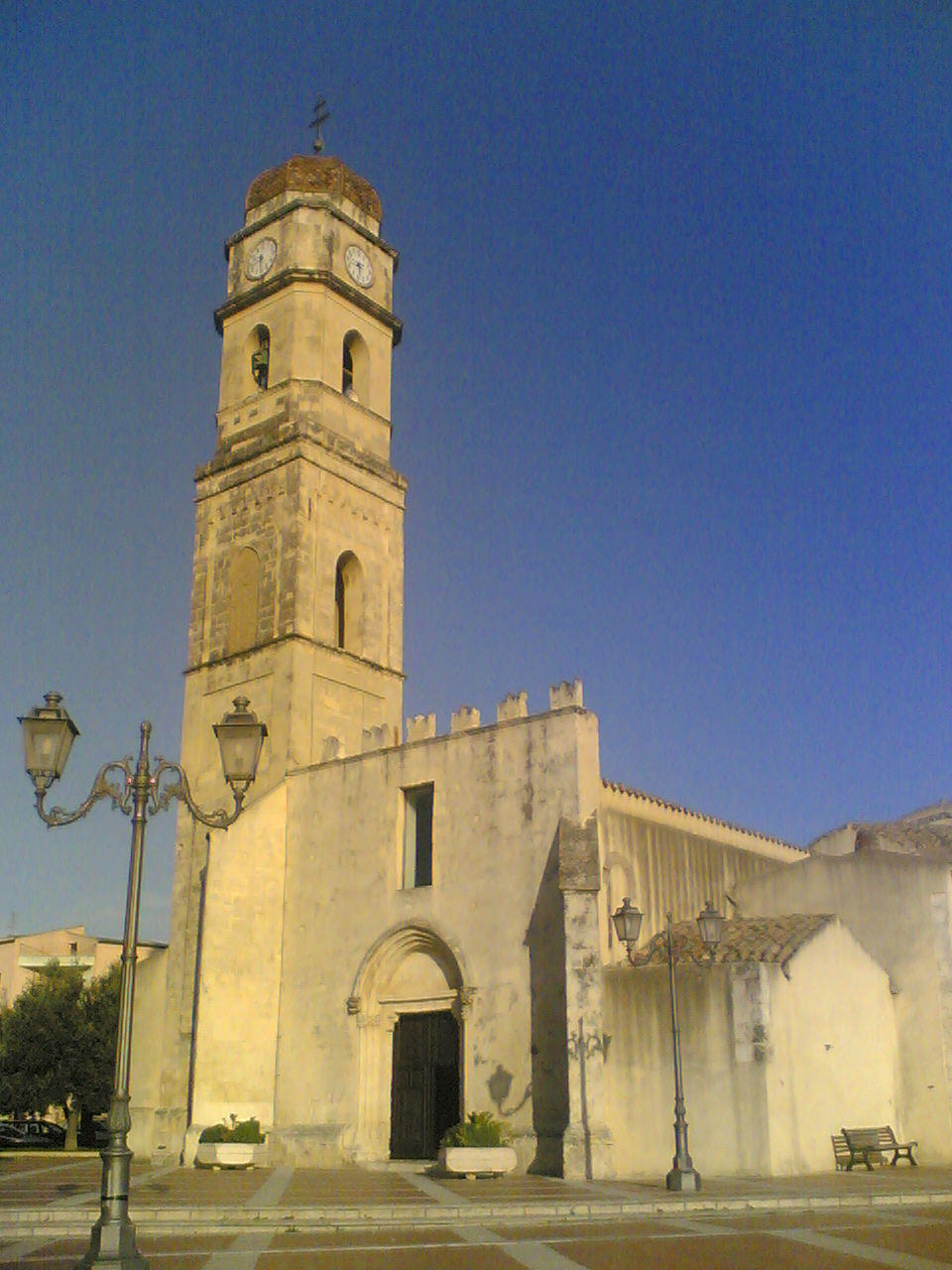
Kirche San Pietro
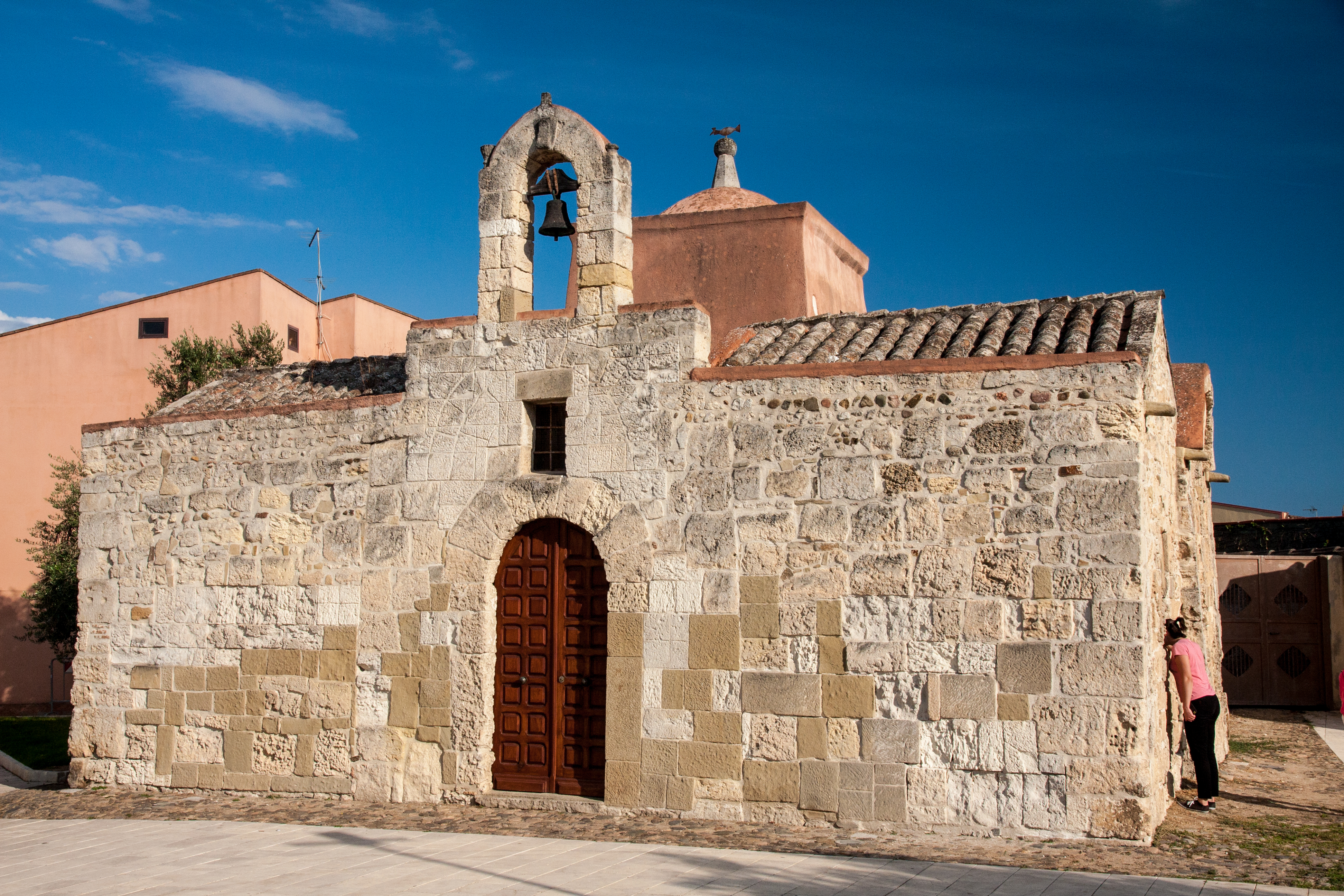
Kirche San Giovanni
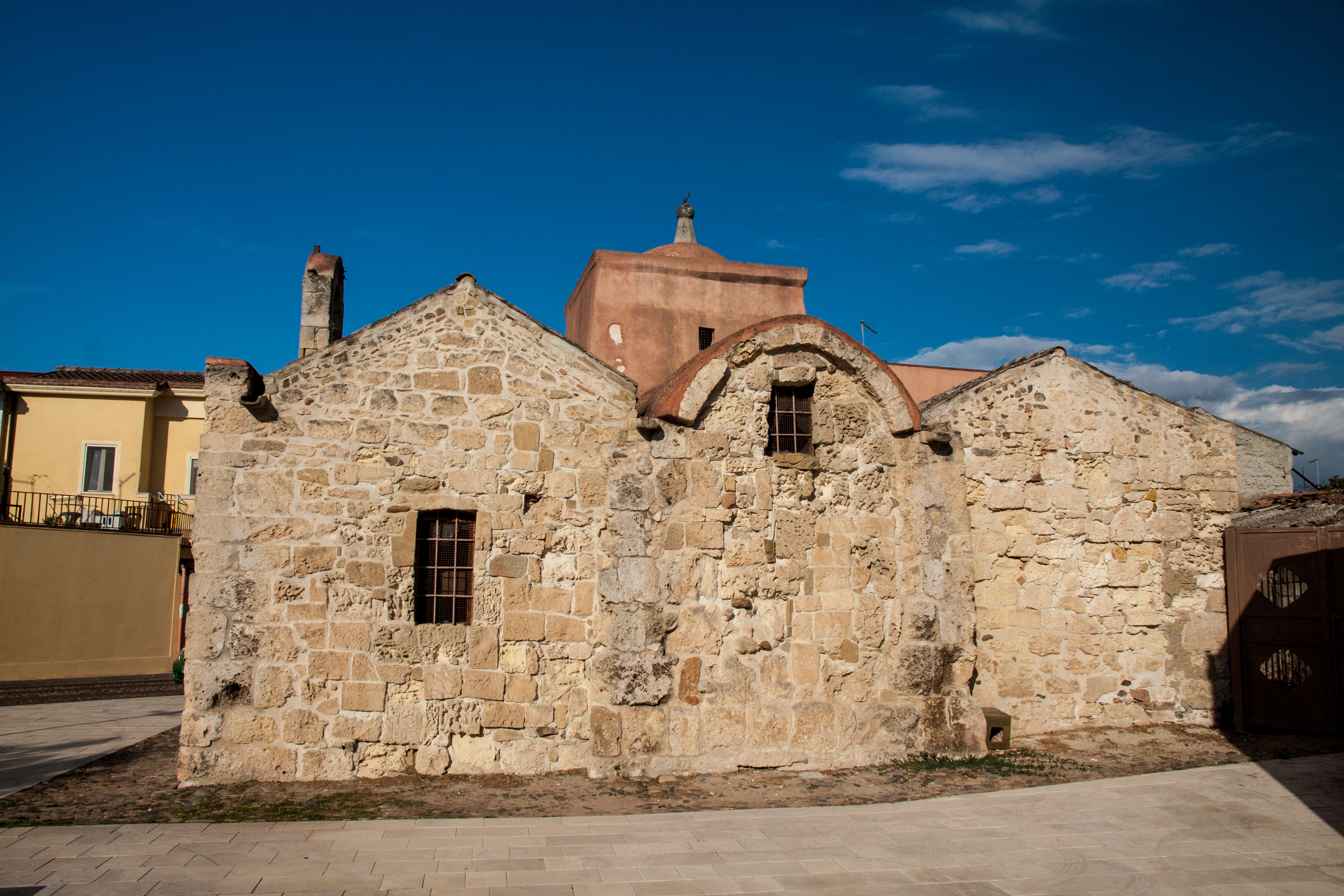
Kirche San Giovanni, Seitenansicht
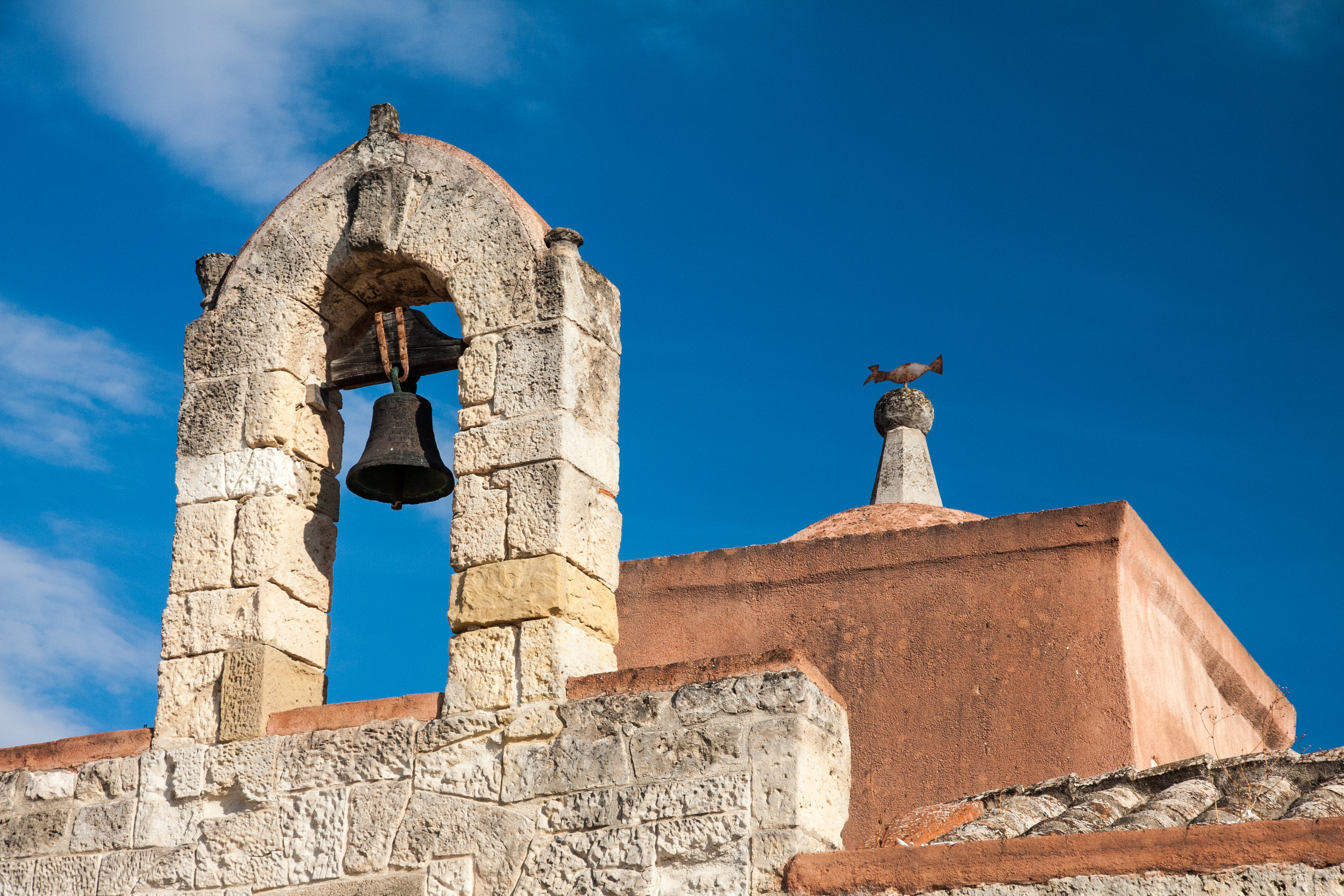
Kirche San Giovanni, Dachreiter und Glockenanlage

### Kirche San Giovanni
Hinter San Pietro befindet sich die vorromanische Chiesa di San Giovanni (Battista) vermutlich aus dem 10. Jahrhundert. Die erste urkundliche Erwähnung erfolgte 1108. Die byzantinische Architektur der Kirche Johannes des Täufers ist für den gesamten Mittelmeerraum von höchster Bedeutung. Die Inschriften in griechischer Sprache bewahren die Erinnerung an die ältesten Richter des Judikats Cagliari.
Der typisch byzantinische Zentralbau (nach Art von San Saturno in Cagliari) hat einen Grundriss in Form eines griechischen Kreuzes mit 10 m langen Seiten, kleiner Apsis im Osten und Tonnengewölben in den Seitenarmen. Die etwa fünf Meter hohe Fassade wird von einem kleinen Glockenturm dominiert. Die Außenwände aus Kalkstein sind in vielen Teilen grob gearbeitet, während die Gewölbe mit größerer Genauigkeit hergestellt wurden.
In der Mitte steht ein hoher, quadratischer Pseudotambour ohne Trompen mit schlanker Zentralkuppel. Im Innern befinden sich byzantinische Relieffragmente, darunter eine Gruppe von Statuenfragmenten mit Namensinschriften. „Torcotorio Archon“ und „Getite Nispella“ lebten zwischen der Mitte des 10. und der Mitte des 11. Jahrhunderts. Ihre Namen sind in der Phase des Übergangs zwischen der byzantinischen Herrschaft und der Judikative auch durch andere Dokumente belegt.

## Wirtschaft
Assemini ist Produktionsstandort von Heineken für das Lagerbier Birra Ichnusa. Noch aus den Zeiten der Karthager rühren zahlreiche Handwerksbetriebe zur Herstellung von Töpferware.

## Verkehr
Nördlich der Gemeinde verläuft die Strada Statale 130. Etwa fünf Kilometer südlich des Ortes liegt der Flughafen Cagliari. Die Bahnstrecke von Cagliari nach Golfo Aranci hat hier die Haltepunkte Assemini Carmine, Assemini und Assemini Santa Lucia, wo die Servizio ferroviario metropolitano di Cagliari verkehrt.